# Kościół St. Maria zur Wiese
Kościół St. Maria zur Wiese (niem. Kirche St. Maria zur Wiese, dosł. Kościół św. Marii na Łące, znany również jako Wiesenkirche) – późnogotycka świątynia luterańska znajdująca się w niemieckim mieście Soest.

## Historia
W XII wieku istniała tu romańska świątynia, zwana Maria in palude (na bagnach). Kamień węgielny pod budowę dzisiejszego kościoła wmurował w 1313 mistrz budowlany Johannes Schendeler. W 1376 konsekrowano prezbiterium, a w latach 1421–1530 wzniesiono zachodnią elewację. W 1846 rozpoczęto budowę dwóch wież ufundowanych przez pruską rodzinę królewską, które konsekrowano 15 października 1882. Świątynia została znacząco zniszczona podczas II wojny światowej, zawaliły się trzy fragmenty sklepień, jeden filar został poważnie uszkodzony, zniszczony został barokowy ołtarz główny i ambona. 15 października 1950 prezydent Theodor Heuss dokonał otwarcia świątyni po odbudowie. W latach 1971–1974 wyremontowano wnętrze, a w 1978 – elewacje. W 1987 rozpoczęła się gruntowna restauracja kościoła.

## Architektura
Kościół późnogotycki, z dwiema neogotyckimi wieżami. Ma długość 50 m, szerokość 27 m i wysokość 24 m. Korpus nawowy, długi na 29 m, ma plan zbliżony do kwadratu, reprezentuje układ dziewięciopolowy (tzw. westfalski kwadrat). Wszystkie trzy nawy zakończono wielobocznie, przy czym w odróżnieniu od reszty świątyni zamknięcia naw bocznych nie są wsparte przyporami. Filary bez impostów dźwigają krzyżowo-żebrowe sklepienie. Okna doświetlające nawy mają wysokość 20 m, jedno z nich zdobi witraż ze sceną ostatniej wieczerzy, wykonany ok. 1500 roku przez nieznanego artystę.

## Wyposażenie
Wnętrze zdobią liczne ołtarze. Rolę ołtarza głównego pełni tzw. ołtarz św. Jakuba, wykonany przez Konrada von Soesta ok. 1420 roku. W nawie północnej znajduje się ołtarz św. Anny z 1473 roku i wykonany w Brabancji gotycko-renesansowy ołtarz z XVI wieku. Nawę południową zdobi ołtarz szafiasty autorstwa Heinricha Aldegrevera z lat 1526–1527. Jego centralną część wykonał nieznany rzeźbiarz, zdobią ją figury Matki Bożej z Dzieciątkiem, św. Antoniego Opata i św. Agaty. Pozostałe części ukazują sceny Zwiastowania Pańskiego, Narodzenia Pańskiego i Pokłonu Trzech Króli, a zewnętrzną stronę skrzydeł dekorują figury apostołów. Nagrobek Aldegrevera znajduje się przy jednym z filarów. 
Pierwotnie w świątyni przechowywano figurę Madonny, którą w 1661 przeniesiono do Werl, gdzie jest czczona jako cudowna w rzymskokatolickim sanktuarium. W prezbiterium znajduje się XIV-wieczna rzeźba Matki Bożej, figura św. Rajnolda z 1430 roku i sakramentarium z około 1400 roku. W ścianę wmurowana jest XV-wieczna alabastrowa płaskorzeźba poświęcona Trójcy Świętej. Kamienną ambonę wykonał Jürgen Prigl, budowniczy kościoła. Piaskowcowe tabernakulum pochodzi z XVI wieku. W tzw. kaplicy chrzcielnej znajduje się chrzcielnica z XIV wieku i krucyfiks z XV wieku, witraże kaplicy wykonał w 2003 roku Hans Gottfried von Stockhausen.

## Galeria

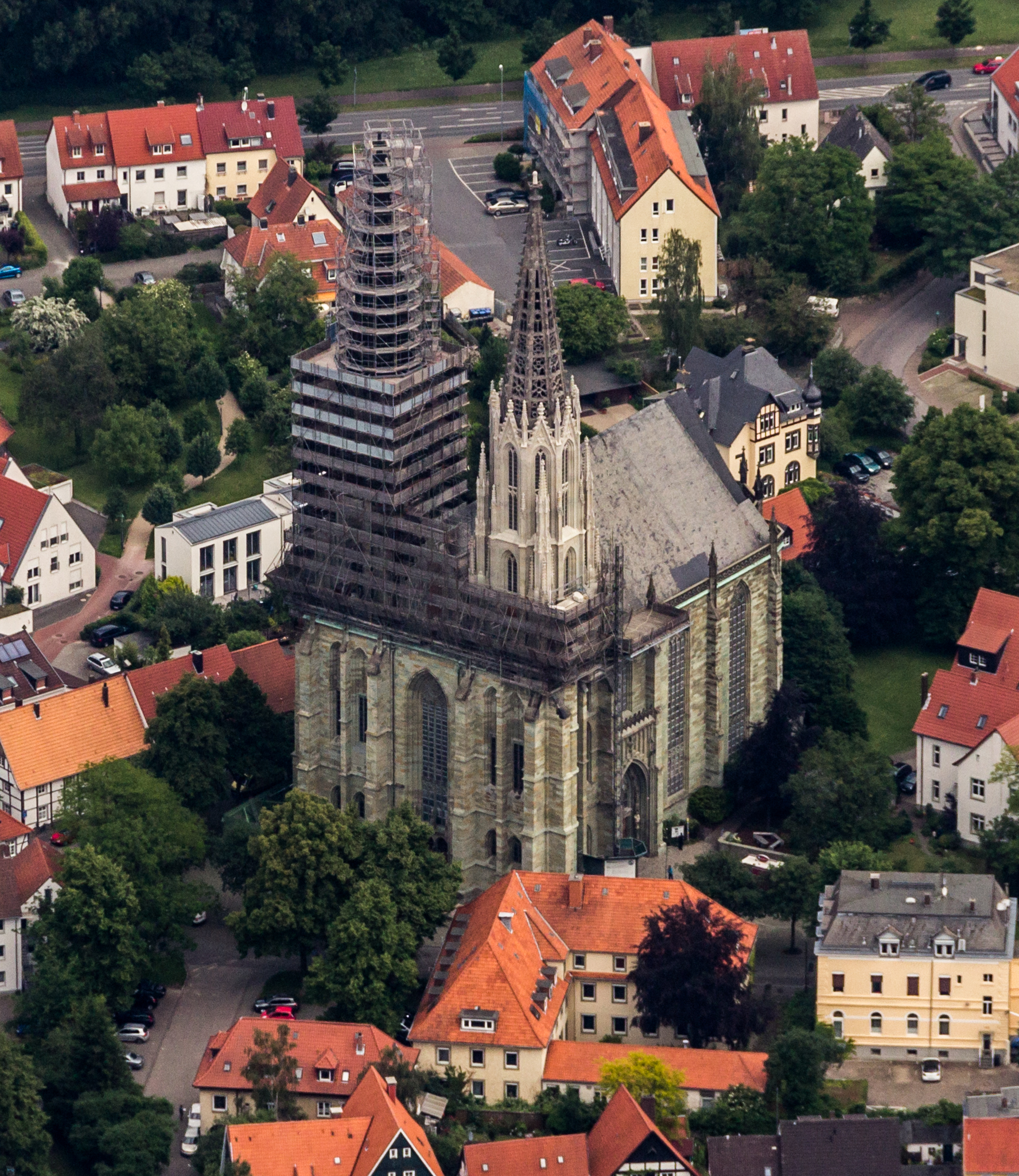
Widok z lotu ptaka
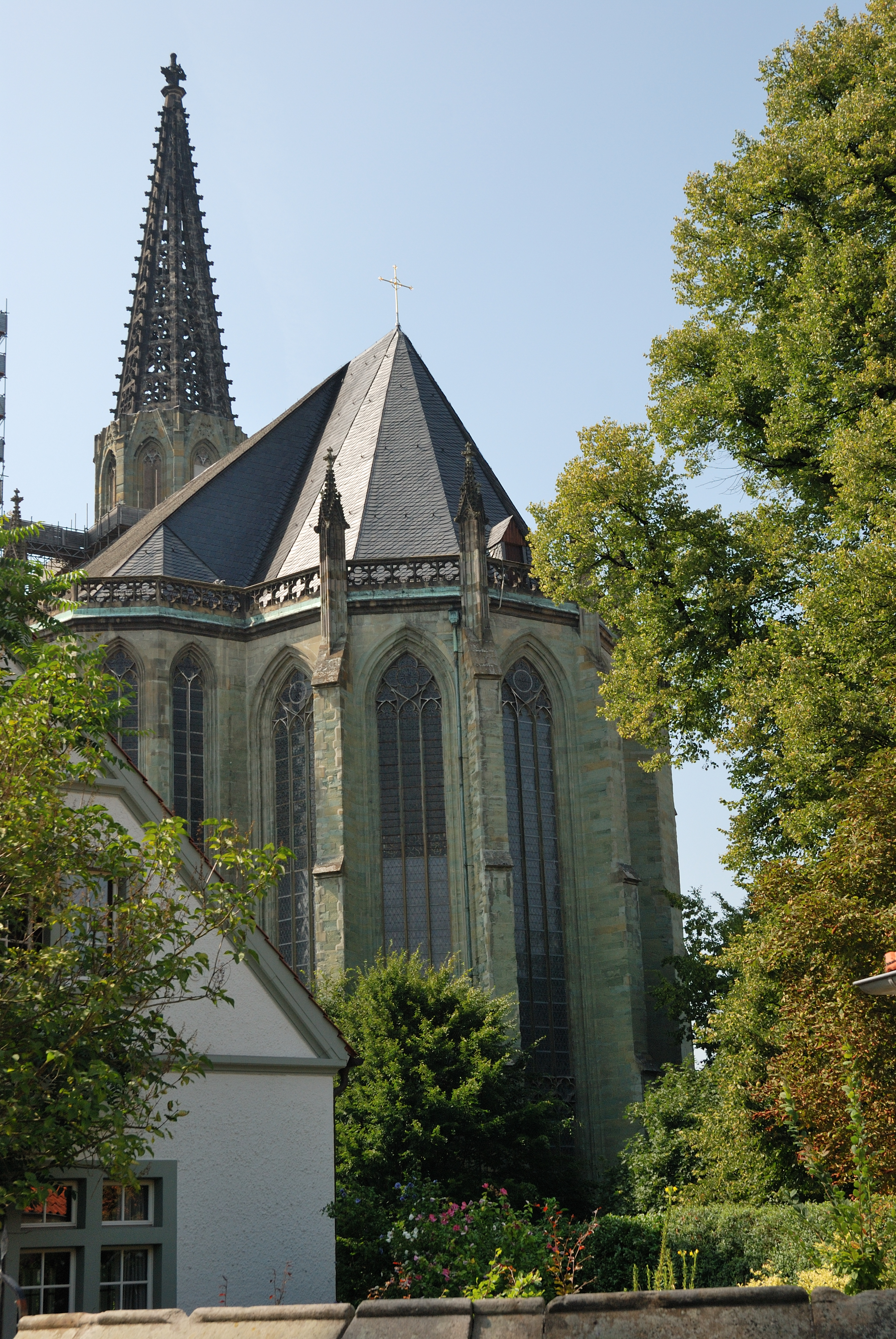
Prezbiterium
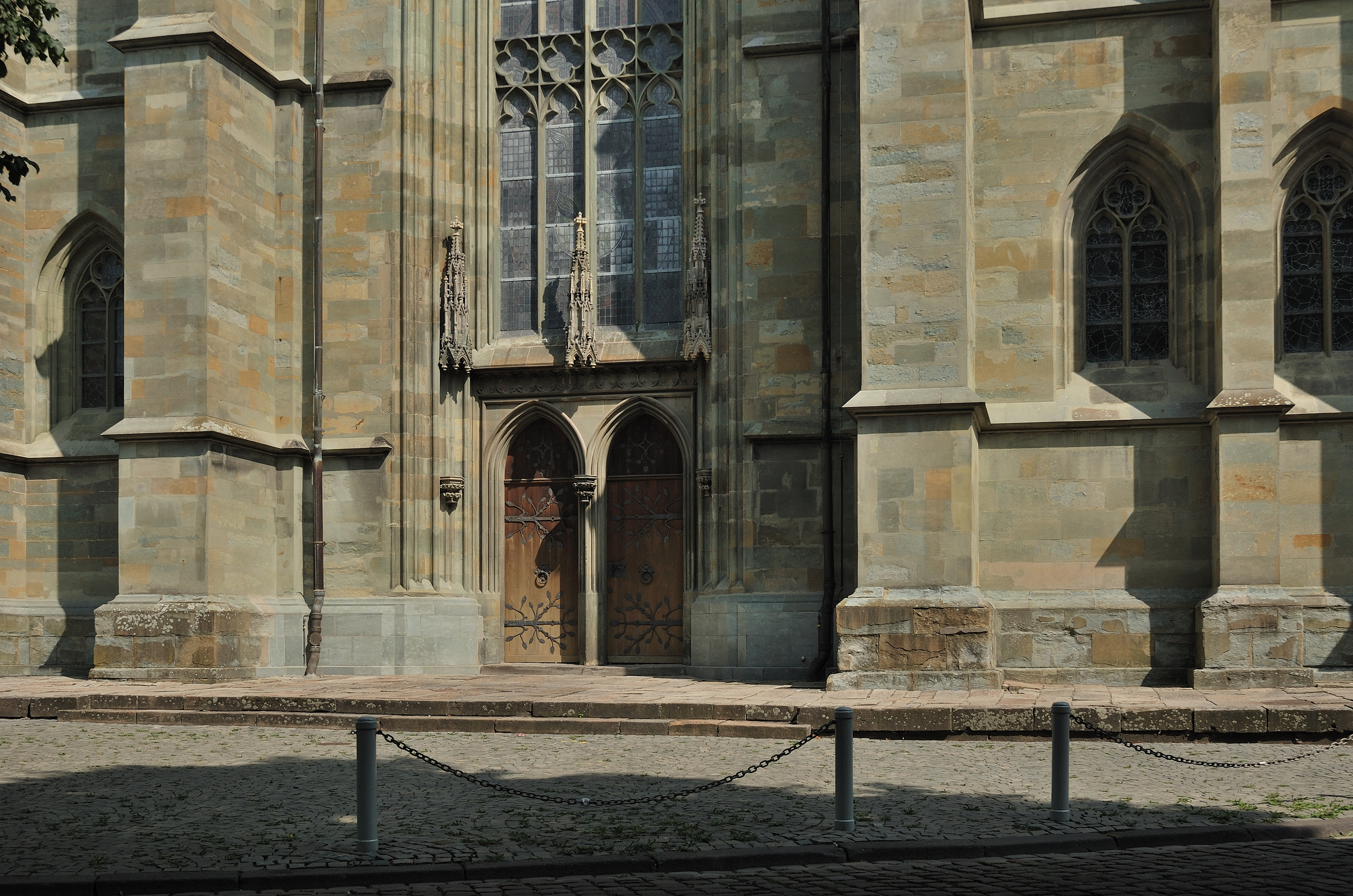
Portal zachodni
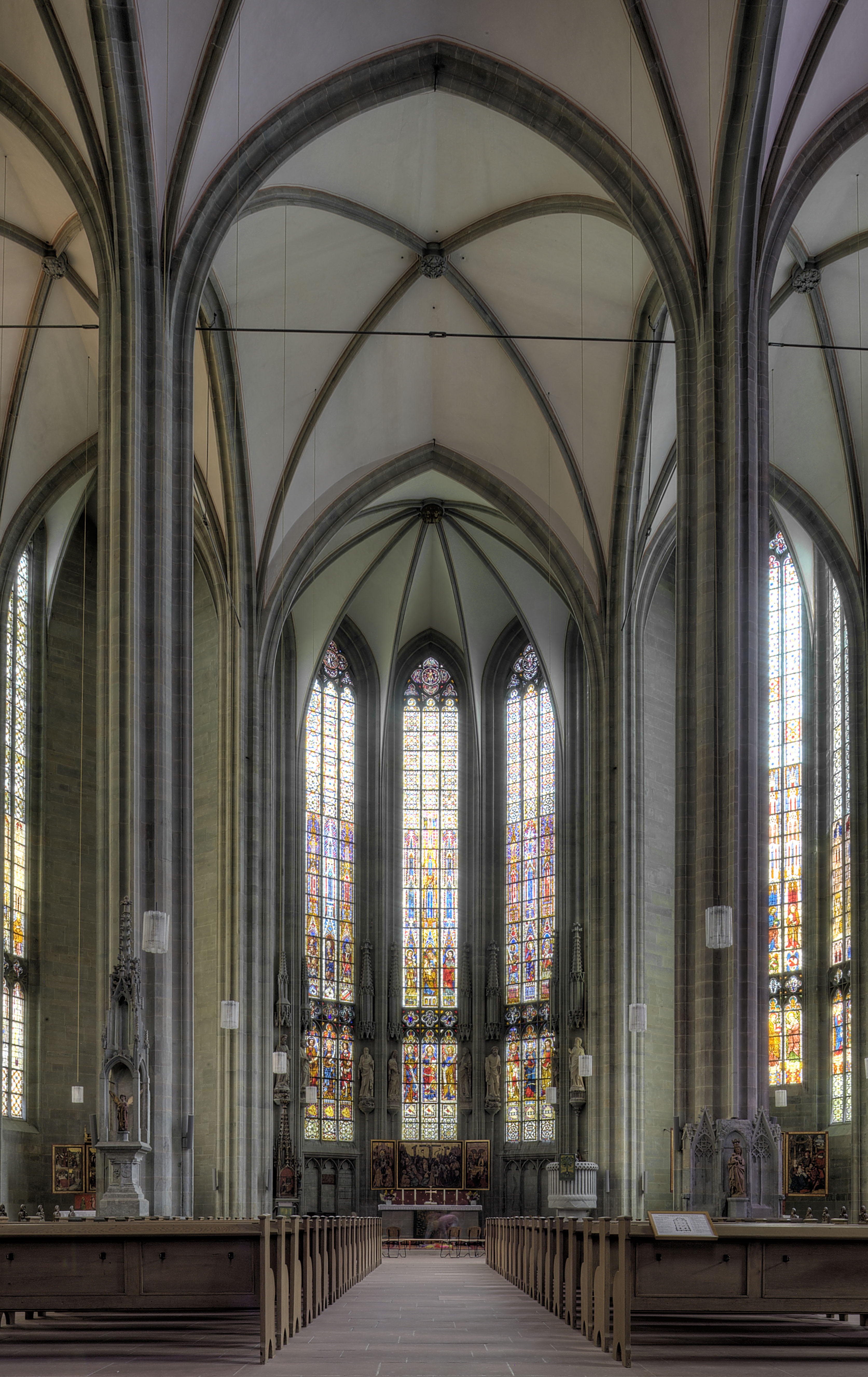
Wnętrze
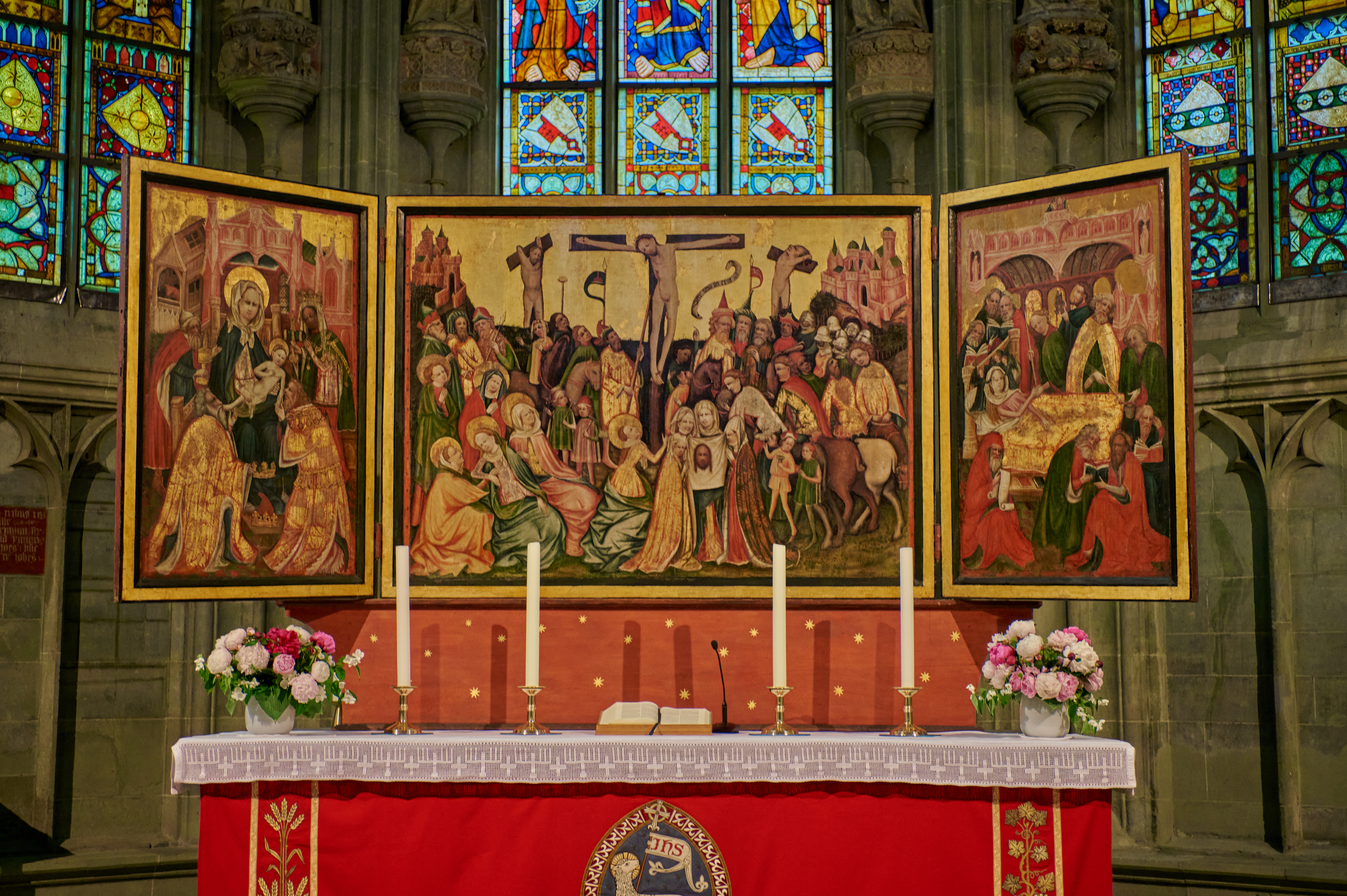
Ołtarz św. Jakuba
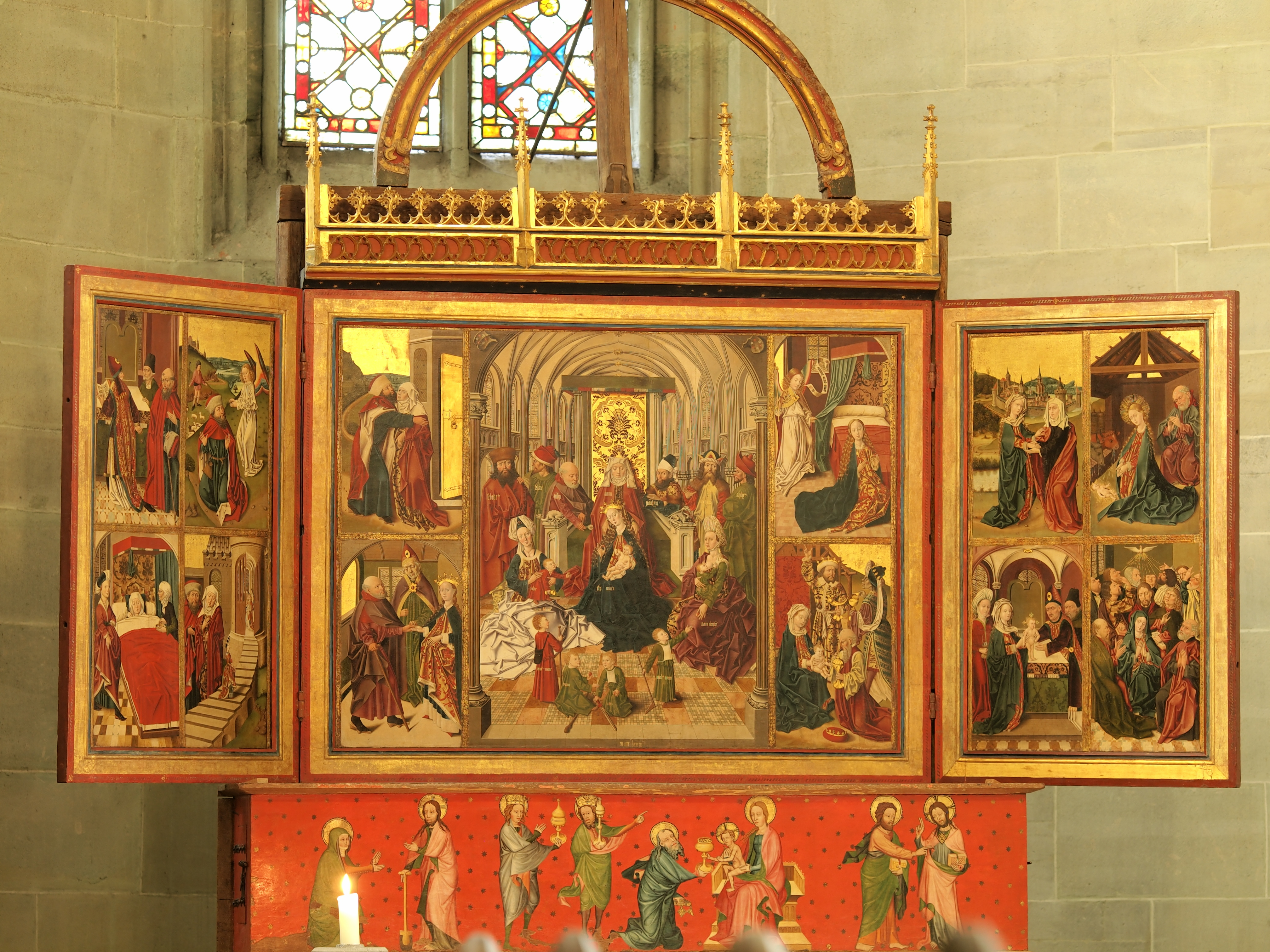
Ołtarz św. Anny
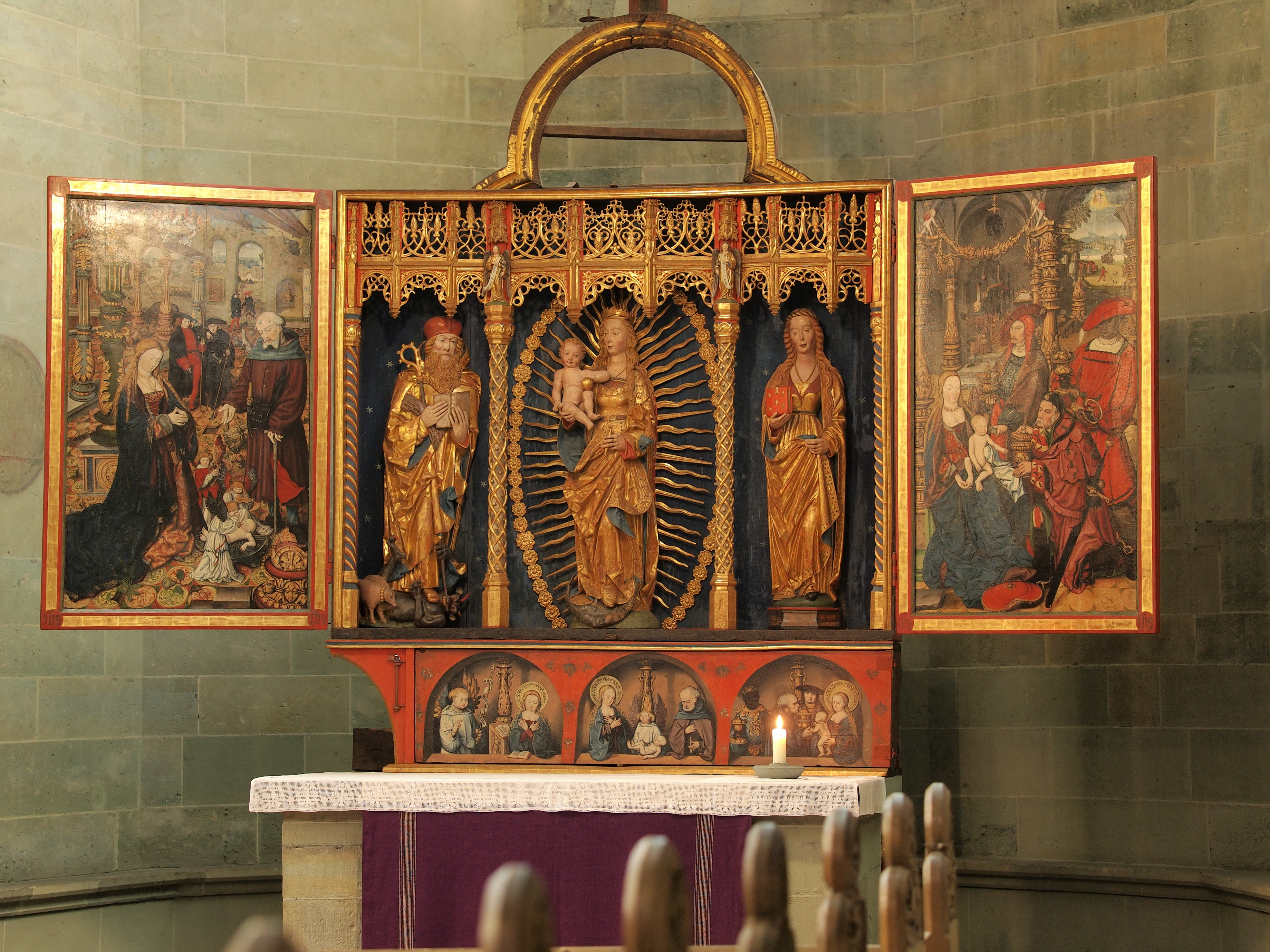
Ołtarz Aldegrevera
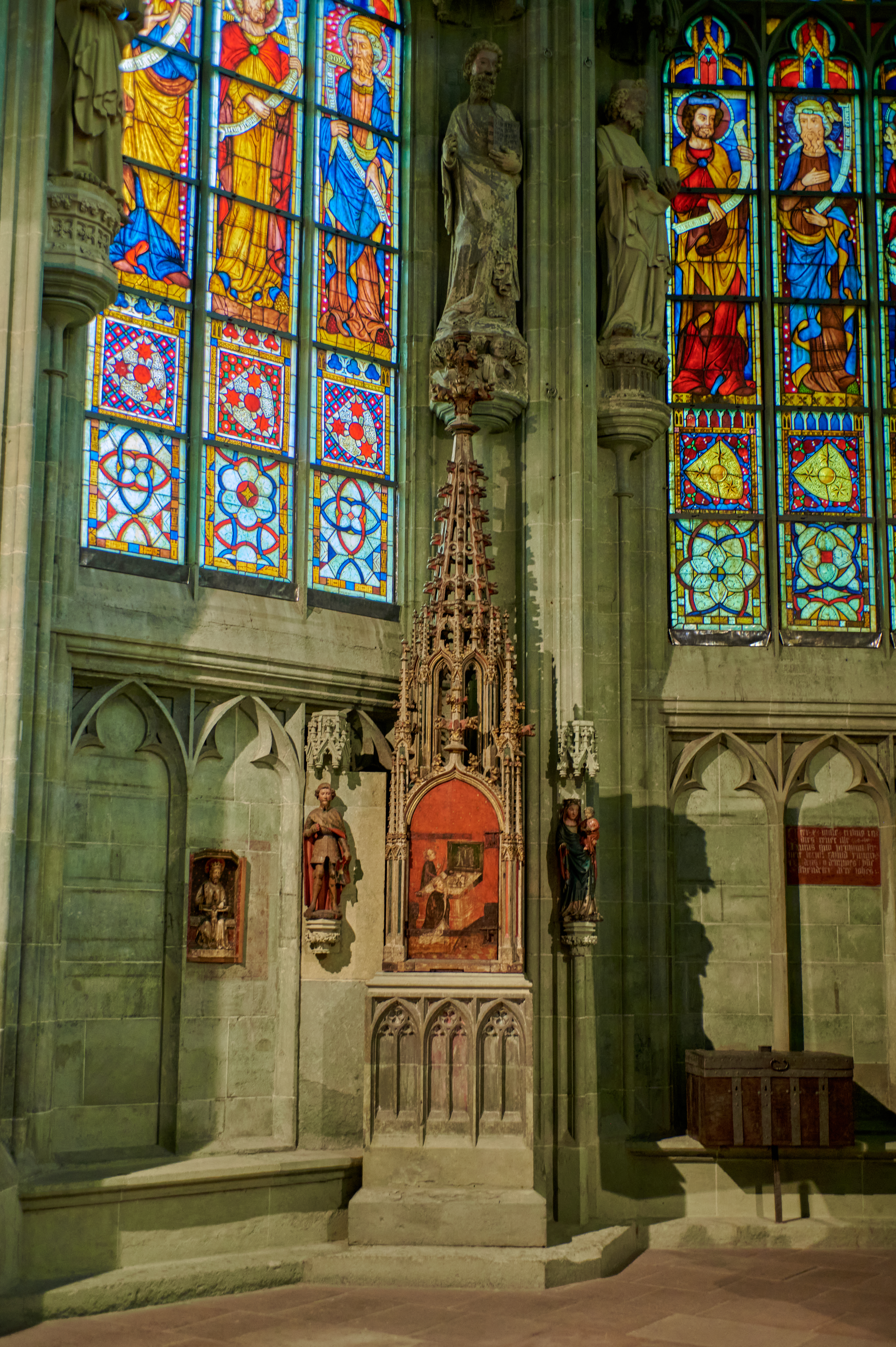
Sakramentarium z ok. 1400 roku